# Otsuki Yuhei
Yuhei Otsuki (sinh ngày 6 tháng 5 năm 1988) là một cầu thủ bóng đá người Nhật Bản.

## Sự nghiệp câu lạc bộ
Yuhei Otsuki đã từng chơi cho Zweigen Kanazawa.